# Grézillé
Grézillé era una comuna francesa situada en el departamento de Maine y Loira, de la región de Países del Loira, que el 1 de enero de 2016 pasó a ser una comuna delegada de la comuna nueva de Gennes-Val de Loire al fusionarse con las comunas de Chênehutte-Trèves-Cunault, Gennes, Le Thoureil y Saint-Georges-des-Sept-Voies.

## Demografía
| Gráfica de evolución demográfica de Grézillé entre 1800 y 2013 |
|                                                                |

Los datos demográficos contemplados en este gráfico de la comuna de Grézillé se han cogido de 1800 a 1999 de la página francesa EHESS/Cassini, y los demás datos de la página del INSEE.